# Samarkand Challenger 2008
Il Samarkand Challenger 2008 è stato un torneo di tennis facente parte della categoria ATP Challenger Series nell'ambito dell'ATP Challenger Series 2008. Il torneo si è giocato a Samarcanda in Uzbekistan dal 4 al 10 agosto 2008 su campi in terra rossa e aveva un montepremi di $35 000+H.

## Vincitori

### Singolare
Michail Elgin ha battuto in finale  André Ghem con il punteggio di 7–6(4), 6–3

### Doppio
Irakli Labadze /  Denis Macukevič hanno battuto in finale  Danil Arsenov /  Vaja Uzakov con il punteggio di 7–6(1), 4–6, [10–3]